# Unibank
Unibank SA este o bancă din Republica Moldova fondată în 1993.

## Legături externe
- Site web